# Médaille du prix Nobel
 (signalé en juillet 2025).
Si vous disposez d'ouvrages ou d'articles de référence ou si vous connaissez des sites web de qualité traitant du thème abordé ici, merci de compléter l'article en donnant les références utiles à sa vérifiabilité et en les liant à la section « Notes et références ».
- Archive Wikiwix
- Bing
- Cairn
- DuckDuckGo
- E. Universalis
- Gallica
- Google
- G. Books
- G. News
- G. Scholar
- Persée
- Qwant
- (zh) Baidu
- (ru) Yandex
- (wd) trouver des œuvres sur Wikidata

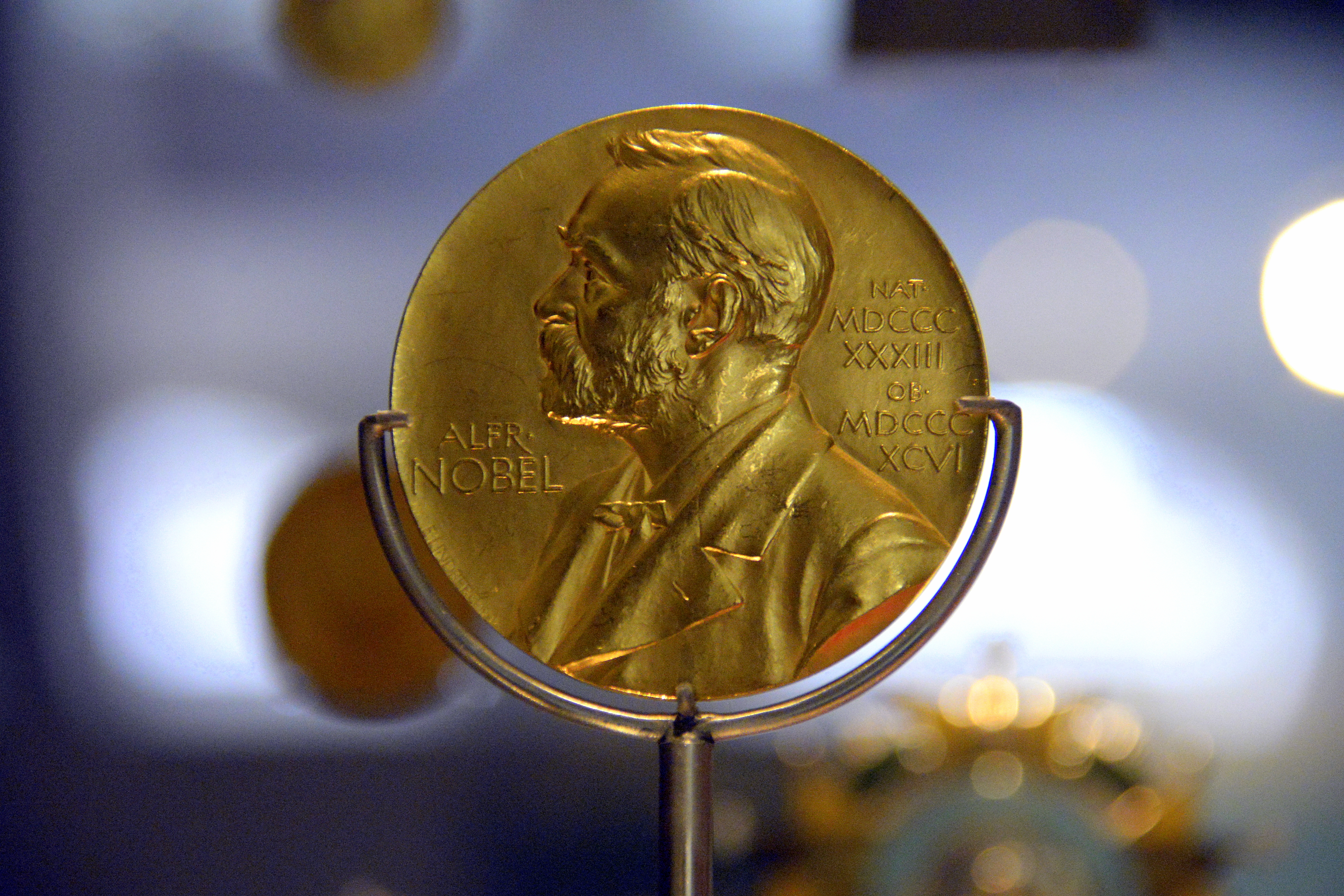
Portrait d'Alfred Nobel par sur la médaille du prix Nobel de médecine d'Alexander Fleming de 1945.

La médaille du prix Nobel est une médaille d'or décernée aux lauréats des prix Nobel de chimie, de littérature, de paix, de physique et de physiologie ou médecine depuis 1901. La médaille du Prix de la Banque de Suède en sciences économiques en mémoire d'Alfred Nobel, créé en 1968, est décernée avec les prix susmentionnés.
Chaque médaille comporte sur l’avers un portrait de profil d'Alfred Nobel. Les médailles décernées pour les prix Nobel de chimie, de littérature, de physique et de physiologie ou médecine présentent le même portrait d’Alfred Nobel, mais des portraits différents figurent sur les médailles des prix de la paix et de l'économie. Les médailles des prix Nobel de chimie, de littérature, de physique et de physiologie ou médecine ont été conçues par Erik Lindberg (en), la médaille du prix Nobel de la paix a quant à elle été conçue par Gustav Vigeland, et la médaille du prix Nobel d’économie par Gunvor Svensson-Lundqvist.
Les médailles sont frappées en or vert 18 carats plaqué or 24 carats et pèsent environ 175 grammes (0,386 lb) chacune, à l'exception de la médaille du prix Nobel d’économie qui pèse 185 grammes.